# Хирлець
Хирле́ць (болг. Хърлец) — село у Врачанській області Болгарії. Входить до складу общини Козлодуй.

## Населення
За даними перепису населення 2011 року у селі проживали 2059 осіб.
Національний склад населення села:
| Національність   | Кількість осіб | Відсоток |
| ---------------- | -------------- | -------- |
| болгари          | 1443           | 90,8%    |
| цигани           | 138            | 8,7%     |
| інша             | 5              | 0,3%     |
| Всього відповіли | 1590           |          |

Розподіл населення за віком у 2011 році:
Динаміка населення: